# Ulrich Speitel
Ulrich Speitel (* 20. Dezember 1926 in Zeidel, Landkreis Militsch; † 22. August 1983 in Halle/Saale) war ein deutscher Schriftsteller und Drehbuchautor.
Verheiratet war er mit der Schriftstellerin und Drehbuchautorin Irmgard Abé (* 1935).

## Leben
Ulrich Speitel wurde am 20. Dezember 1926 in Zeidel im schlesischen Landkreis Militsch geboren und trat vor allem als Autor von Erzählungen sowie als Kinder- und Jugendbuchautor in Erscheinung. Er lebte in Ohnewitz über Rathenow in der DDR. Ab 1962 war er Mitglied des Deutschen Schriftstellerverbands und arbeitete hauptberuflich als Berufsschullehrer, war aber auch als Redakteur tätig. In den 1950er Jahren wirkte er an der Reportage Stölln – ein Dorf kriecht aus der alten Haut mit und ist dort unter anderem an der Seite des Künstlers Heinz Behling  als LPG-Mitglied zu sehen. Behling war selbst LPG-Bauer und lebte und arbeitete zwischen 1956 und 1972 im westlichen Havelland, darunter ebenfalls in Ohnewitz, aber auch in Rhinow und Stölln, ehe er  1967 nach Dickte und danach wieder in seine Geburtsstadt Berlin kam. Der Großteil von Speitels Büchern – wie auch der seiner Ehefrau – wurde im Eulenspiegel-Verlag veröffentlicht. In den Jahren 1974/75 arbeitete er mit seiner Frau am Drehbuch für Rolf Losanskys Kinderfilm Blumen für den Mann im Mond. Ebenso eine Zusammenarbeit mit seiner Frau war das – nach seinem Tod – 1985 in erster und 1987 in zweiter Auflage erschienene Buch Legende vom Genossen Sheriff. Eine unwahrscheinliche Geschichte. Bereits ab den 1950er Jahren zeigte sich Speitel für Szenarien und Drehbücher diverser DDR-Filme verantwortlich.
Am 22. August 1983 starb Speitel im Alter von 56 Jahren in Halle/Saale.

## Werke (Auswahl)
- 1955: Bauernfrühstück. Geschichten und Bilder fürs Dorf serviert
- 1959: Spötterfunken. Karikaturen aus 10 Jahren deutscher Entwicklung (Begleittext)
- 1969: Puter Blurr (Kinderbuch; mit Illustrationen von Heinz Rodewald)
- 1973: Onkel Jule und sein Auto (Erzählung)
- 1974: Christian (Kinderbuch)
- 1980: Die Liebesschule auf unserer Klitsche (Erzählung; 2. Auflage, 1982)
- 1982: Der Schatz an der Jossel. 15 Ehe-, Liebes- und Bettgeschichten
- 1983: Ein Casanova auf unserer Klitsche. Geschichten von damals und heute
- 1984: Das Grafenbett. Heiterer Roman (weitere Ausgabe über den Buchclub 65, 1985)
- 1985: Legende vom Genossen Sheriff. Eine unwahrscheinliche Geschichte (2. Auflage, 1987; mit Irmgard Abé)

### Drehbucharbeiten
- 1956: Das Stacheltier:  …und alle, alle kamen (Szenarium; Kurzfilm)
- 1959/60: Guter Rat ist billig (Szenarium)
- 1968: Im Himmel ist doch Jahrmarkt (Drehbuch; zusammen mit Günter Mehnert)
- 1969: Spring, wenn du kannst
- 1972/73: Die Squaw Tschapajews (Szenarium; zusammen mit Irmgard Speitel)
- 1974/75: Blumen für den Mann im Mond (Drehbuch; zusammen mit Irmgard Speitel)